# Associazione Calcio Ferrara 1942-1943
Questa pagina raccoglie le informazioni riguardanti l’Associazione Calcio Ferrara nelle competizioni ufficiali della stagione 1942-1943.

## Stagione
Nell'ultima stagione ufficiale prima della pausa bellica dei campionati, dovuta al coinvolgimento diretto negli eventi di parte del territorio italiano, l'A.C. Ferrara nella sua quarta ed ultima stagione agonistica con questa denominazione, sfiora ancora una volta la Serie B, piazzandosi in seconda posizione di classifica con 32 punti.
Per questa stagione il presidente Augusto Caniato affida i bianconeri a Giorgio Armari, collaboratore di Paolo Mazza nei tre anni precedenti. Il nuovo acquisto Mario Astorri chiuderà la stagione con 20 reti, Badiali con 10 e Pavan con 9. Fino all'ultima giornata si lotta per il primato con il Verona, che andrà ai gialloblu scaligeri per 3 punti.
A guerra terminata, nel 1945 la squadra di Ferrara riassumerà la vecchia e gloriosa denominazione Società Polisportiva Ars et Labor, con le casacche che da bianconere torneranno ad essere biancazzurre.

## Rosa
| N. |                   | Ruolo | Calciatore           |
| -- | ----------------- | ----- | -------------------- |
|    | Italia (bandiera) | A     | Appiani              |
|    | Italia (bandiera) | P     | Ugo Ceresa           |
|    | Italia (bandiera) | P     | Albano Luisetto      |
|    | Italia (bandiera) | D     | Walter Casini        |
|    | Italia (bandiera) | D     | Ermelindo D'Agostini |
|    | Italia (bandiera) | C     | Ilaro Mantovani      |
|    | Italia (bandiera) | D     | Aroldo Tassinari     |
|    | Italia (bandiera) | C     | Otello Badiali       |
|    | Italia (bandiera) | C     | Bruno Maini          |

| N. |                   | Ruolo | Calciatore          |
| -- | ----------------- | ----- | ------------------- |
|    | Italia (bandiera) | C     | Ilio Mariotti       |
|    | Italia (bandiera) | C     | Giuseppe Pavan      |
|    | Italia (bandiera) | C     | Gilberto Zappaterra |
|    | Italia (bandiera) | A     | A. Angelini         |
|    | Italia (bandiera) | A     | Mario Astorri       |
|    | Italia (bandiera) | A     | Giuseppe Baiocchi   |
|    | Italia (bandiera) | A     | Angelo Barbi        |
|    | Italia (bandiera) | A     | Filippo Belardini   |
|    | Italia (bandiera) | A     | Crevola             |

## Risultati

### Serie C (girone B)

#### Girone di andata
| Arbitro: | Grattarola (Bologna) |

|                                |           |                             |
| Pavan 84’ Mantovani 88’ (rig.) | Marcatori | 34’ Galeotti 71’ Fiorettini |

| Arbitro: | Matucci (Seregno) |

|  |           |                          |
|  | Marcatori | 47’ Badiali 66’ Angelini |

| Arbitro: | Guarda (Mestre) |

|                  |           |             |
| Badiali 44’, 46’ | Marcatori | 27’ Bertoni |

| Arbitro: | Marini (Verona) |

|               |           |                  |
| Rossolato 50’ | Marcatori | 35’, 55’ Badiali |

| Arbitro: | Motta (Milano) |

|                                                                      |           |             |
| Astorri 9’, 40’, 81’ Mariotti 10’ Pavan 32’ Badiali 82’ Angelini 86’ | Marcatori | 6’ Barbieri |

| Arbitro: | Tassini (Verona) |

|           |           |  |
| Conti 73’ | Marcatori |  |

| Arbitro: | Autorino (Forlì) |

|           |           |  |
| Pavan 41’ | Marcatori |  |

| Arbitro: | Barion (Vergato) |

|  |           |                                   |
|  | Marcatori | 36’, 90’ (rig.) Astorri 38’ Pavan |

| Arbitro: | Da Broj (Forlì) |

|                                         |           |              |
| Mantovani 4’ Astorri 35’, 80’ Pavan 48’ | Marcatori | 82’ Bonesini |

| Arbitro: | Pera (Firenze) |

|          |           |           |
| Moro 25’ | Marcatori | 10’ Pavan |

| Arbitro: | Guarda (Mestre) |

|                              |           |  |
| Crevola 33’ Astorri 47’, 51’ | Marcatori |  |

#### Girone di ritorno
| Arbitro: | Ferrari (Vicenza) |

|                                 |           |                   |
| Facchin 54’, 67’, 81’ Braga 56’ | Marcatori | 18’, 31’ Angelini |

| Arbitro: | Zago (Belluno) |

|                                   |           |  |
| Astorri 23’, 46’, 74’ Badiali 77’ | Marcatori |  |

| Arbitro: | Buratti (Milano) |

|                             |           |  |
| Toffanetti 67’ De Negri 88’ | Marcatori |  |

| Arbitro: | Zambotto (Padova) |

|                    |           |            |
| Astorri 16’ (rig.) | Marcatori | 5’ Isoardi |

| Arbitro: | Rossi (Cremona) |

|             |           |             |
| Pomponi 82’ | Marcatori | 60’ Astorri |

| Arbitro: | Guarda (Mestre) |

|                       |           |                       |
| Astorri 26’, 28’, 74’ | Marcatori | 70’ (aut.) D'Agostini |

| Arbitro: | Nerozzi (Verona) |

|  |           |                            |
|  | Marcatori | 30’, 36’ Astorri 34’ Pavan |

| Arbitro: | Rossi (Milano) |

|                                                              |           |  |
| Badiali 22’, 86’ Pavan 65’ Baiocchi 75’ Mantovani 80’ (rig.) | Marcatori |  |

| Arbitro: | Cipriani (Milano) |

|                          |           |                                   |
| Mantovani 24’ Moroni 57’ | Marcatori | 13’ Pavan 52’ Appiani 73’ Badiali |

| Arbitro: | Autorino (Forlì) |

|                          |           |  |
| Baiocchi 18’ Astorri 87’ | Marcatori |  |

| Arbitro: | Donati (Milano) |

|                          |           |  |
| Zanolli 25’ Mazzetto 85’ | Marcatori |  |